# Бассариды (Эсхил)
«Бассариды» — трагедия древнегреческого драматурга Эсхила (первая половина V века до н. э.), вторая часть тетралогии, посвящённой столкновению бога виноделия Диониса с Ликургом, сыном Дрианта. Её текст утрачен за исключением нескольких фрагментов.

## Сюжет и судьба пьесы
«Бассариды» стали второй частью цикла пьес, посвящённого мифу о фракийском царе Ликурге, сыне Дрианта («Первой дионисовой тетралогии»). Этот герой попытался прогнать из своего царства юного бога виноделия Диониса и за это был ослеплён Зевсом, либо сам Дионис наслал на него безумие. Другие части цикла — трагедии «Эдоняне» (первая часть) и «Юноши», сатировская драма «Ликург». Известно, что первое столкновение Ликурга с Дионисом происходило в «Эдонянах», а в центре сюжета «Бассарид» было растерзание вакханками Орфея. Само слово «Бассариды» («в одежде из лисьих шкур») — это эпитет для вакханок, составлявших хор. Роль Ликурга в этой пьесе остаётся неясной
Тетралогия Эсхила о Ликурге упоминается только в одном источнике — в схолиях к комедии Аристофана «Женщины на празднике Фесмофорий». Текст «Бассарид» почти полностью утрачен. Сохранились только несколько коротких фрагментов; три из них точно относятся к этой пьесе, а насчёт ещё одного антиковеды не вполне уверены.